# هیلو ۳
هِیلو ۳ (به انگلیسی: Halo ۳) یک بازی ویدئویی علمی–تخیلی در سبک تیراندازی اول شخص و عنوان سومین قسمت از مجموعه بازی‌های هیلو است که توسط استودیو بازی‌سازی بانجی توسعه یافته و به‌وسیلهٔ استودیو مایکروسافت منتشر شده‌است. بازی شامل آرک داستانی است که در نسخهٔ هیلو: نبرد تکامل (۲۰۰۱) آغاز شده و در هیلو ۲ (۲۰۰۴) ادامه پیدا کرد. در این قسمت نیز بازیکن کنترل شخصیت مستر چیف، ابر سرباز سایبرنتیک را به عهده دارد، و باید درگیر نبردی با موجودات بیگانه‌ای به نام کاوننت و فلاد بشود.
هیلو ۳ برای نخستین بار در ۲۵ سپتامبر ۲۰۰۷ در ایالات متحده آمریکا منتشر شد. بازی در همان تاریخ در مناطق استرالزی نیز عرضه و یک روز بعد، برای منطقه اروپا نیز انتشار یافت. این بازی در سپتامبر ۲۰۰۷ برای کنسول اکس‌باکس ۳۶۰ عرضه شد. هیلو ۳ در تاریخ ۱۱ نوامبر ۲۰۱۴، به عنوان یکی از قسمت‌های هیلو: مجموعه مستر چیف برای کنسول اکس‌باکس وان، و ژوئیه ۲۰۲۰ برای مایکروسافت ویندوز منتشر شد. پیش‌درآمدی برای این بازی تحت عنوان هیلو ۳: اودی‌اس‌تی در سپتامبر ۲۰۰۹ در دسترس قرار گرفت. دنبالهٔ این بازی به نام هیلو ۴ توسط استودیو جدید ۳۴۳ اینداستریز توسعه یافت و در نوامبر ۲۰۱۲ عرضه شد.
| گردآورنده  | امتیاز |
| ---------- | ------ |
| گیم‌رنکینگز | ۹۳٪    |
| متاکریتیک  | ۹۴٪    |

| ناشر                   | امتیاز  |
| ---------------------- | ------- |
| اج                     | ۱۰/۱۰   |
| یوروگیمر               | ۱۰/۱۰   |
| فامیتسو                | ۳۷/۴۰   |
| گیم اینفورمر           | ۹٫۷۵/۱۰ |
| گیم‌اسپات               | ۹٫۵/۱۰  |
| گیم‌تریلرز              | ۹٫۸/۱۰  |
| آی‌جی‌ان                 | ۹٫۵/۱۰  |
| اواکس‌ام (ایالات متحده) | ۱۰/۱۰   |
| ایکس پلی               | [ ۸ ]   |